# ارتفاع الاتصال
ارتفاع الاتصال هو ظاهرة نفسية تحدث في الأشخاص والحيوانات الرصينة التي تتلامس مع شخص تحت تأثير العقاقير الترويحية. ينطوي على نقل مفترض للحالة الفسيولوجية للتسمم. يصف مسرد لغة متعاطي المخدرات من السبعينيات هذا المصطلح على أنه "رحلة نفسية" دون تناول المخدرات عن طريق الاقتراب من شخص ما أثناء تعاطيه للمخدرات أو دخان مدخني الماريجوانا.
في كتاب PiHKAL ألكسندر شولجين تحت دخول 2C-I ، لوحظ رد فعل ملحوظ في مشارك يأخذ دواء وهمي، موجود في بيئة مع أشخاص آخرين تحت تأثير الدواء. كتب المشارك أنه «استوعب أجواء الناس الذين شربوا المادة بالفعل».